# Chrysosplenium lixianense
Chrysosplenium lixianense là một loài thực vật có hoa trong họ Saxifragaceae. Loài này được Z.P.Jien ex J.T.Pan miêu tả khoa học đầu tiên năm 1986.